# 新潟県道127号新津茨曽根燕線

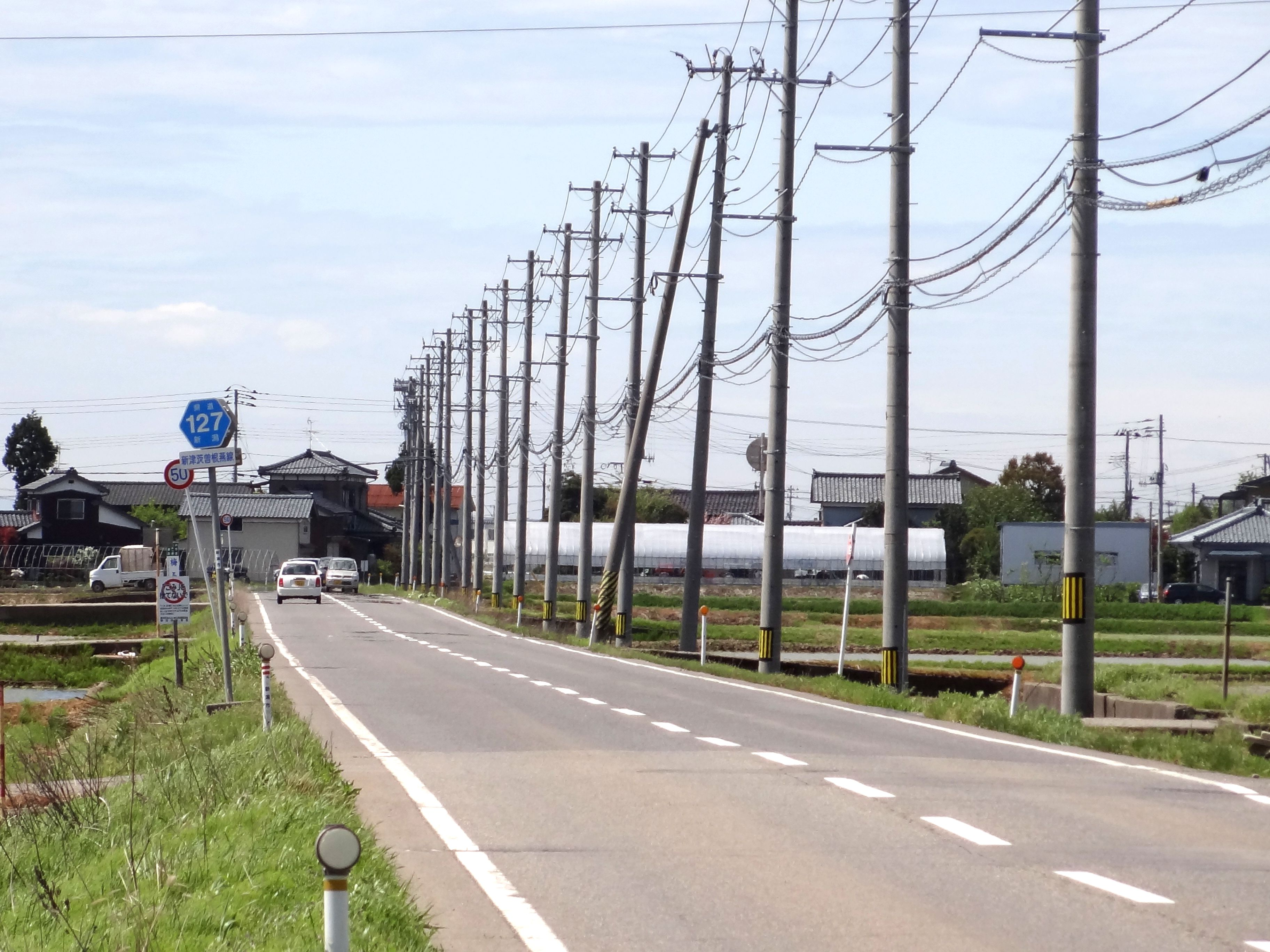
新潟市秋葉区梅ノ木付近

新潟県道127号新津茨曽根燕線（にいがたけんどう127ごう にいついばらそねつばめせん）は、新潟県新潟市秋葉区から燕市に至る一般県道である。

## 概要

### 路線データ
- 起点：新潟市秋葉区古田字天神（古田（西）交差点＝国道460号交点）
- 終点：燕市大字松橋（松橋交差点＝新潟県道44号新潟燕線交点）

## 路線状況

### 重複区間
- 新潟県道1号新潟小須戸三条線（新潟市小須戸地内）
- 新潟県道41号白根安田線（新潟市小須戸 - 櫛笥）
- 新潟県道55号新潟五泉間瀬線（新潟市沖新保 - 丸潟）
- 新潟県道9号長岡栃尾巻線（新潟市六分地内）

## 地理

### 通過する自治体
- 新潟県
新潟市（秋葉区 - 南区 - 西蒲区）- 燕市

### 交差する道路
- 新潟市秋葉区
  - 国道460号（古田（西）交差点）
    - 古田（西）交差点先、国道460号を介して古田交差点で国道403号＜新津バイパス＞、新潟県道7号新津村松線に接続

  - 新潟県道1号新潟小須戸三条線＜小須戸線＞（鵜出古木三差路）
    - 鵜出古木三差路 - 小須戸新町交差点間、県道1号重複

  - 新潟県道1号新潟小須戸三条線＜小須戸線＞（小須戸新町交差点）
  - 新潟県道41号白根安田線（同）
    - 小須戸新町交差点 - 櫛笥交差点間、県道41号重複
- 新潟市南区
  - 新潟県道141号白根黒埼線（戸石交差点）
  - 新潟県道41号白根安田線（櫛笥交差点）
  - 新潟県道55号新潟五泉間瀬線（沖新保交差点）
    - 沖新保交差点 - 丸潟交差点間、県道55号重複

  - 国道8号（丸潟交差点）
  - 新潟県道55号新潟五泉間瀬線（同）
  - 新潟県道153号燕白根線（茨曽根・月潟橋東詰交差点）
  - 新潟県道218号月潟西川線（月潟・月潟橋西詰交差点）
- 新潟市西蒲区
  - 新潟県道9号長岡栃尾巻線（六分・両郡橋西詰）
    - 六分地内、県道9号重複

  - 新潟県道9号長岡栃尾巻線（六分交差点）
  - 新潟県道325号黒埼新飯田線（高野宮）
- 燕市
  - 新潟県道384号羽黒燕線（小中川）
    - 小中川 - 小古津新間、県道384号重複

  - 新潟県道384号羽黒燕線（小古津新）
  - 新潟県道44号新潟燕線（松橋交差点）